# Бачко Петрово Село
Бачко Петрово Село (мађ. Péterréve) је насеље у општини Бечеј, у Јужнобачком округу, у Србији, подигнуто на високој лесној тераси, удаљено један километар дуж саме обале реке Тисе. Према попису из 2022. било је 5393 становника. Ово насеље и данас спада међу највећа насеља у Србији која садрже у свом називу реч село.

## Историја
На овом простору постоје трагови организованог живљења из времена пре нове ере о чему сведоче археолошка налазишта недалеко од манастира на самој обали речице Чик. У овом значајном налазишту шездесетих година 20. века откривена је једна аварска некропола, житне јаме, глинене посуде, као и разне алатке из каменог и бронзаног доба.
Бечејски музеј располаже сарматским посуђем и оружјем које је нађено на археолошком локалитету, ближе манастиру.
Први помен Бачког Петровог Села као насеља је из 1092. године, али се зна да је село раније настало, да је више пута спаљивано, рушено и уништавано. У 11. веку ови крајеви су ушли у састав државе угарског краља Стефана I, мада су били ретко насељени због најезде Татара и разних пљачкашких хорди. Интересантан је податак из 1247. године да мађарски краљ Бела приликом обиласка поседа извесног грофа Понграца бележи постојање насеља Петерево, шест километара од данашњег насеља, што је отприлике локалитет данашњег манастира.
После Косовске битке 1389. године, српски живаљ пред најездом Турака повлачи се на север према средњој Европи, у Угарску. Овај простор 1412. године у поседу је српског деспота Ђурђа Бранковића и остаје у властелинству српских деспота све до доласка Турака 1526. године.
После склапања Карловачког мира 1699. године и одласка Турака из ових крајева, забележен је значајан прилив српског становништва на ове просторе.
Насеље је добило име Петрово Село (Péterréve) по једном од првих насељеника Петру Ташину. Наиме, у времену Турског робовања, Бачко Петрово Село је значајна саобраћајница и припада сегединској нахији. Године 1548. осим у Сегедину и Тителу, само у Сенти и Бачком Петровом Селу постоје скеле на реци Тиси. Власник скеле је био Петар Ташин који се помиње као оснивач данашњег села по коме је и добило име. И сада се зове тако његова улица, постоји и кућа од Петра Ташина, али свакако да није из тога доба.
Почетком априла 1854. године место је погодио велики пожар, током којег је изгорело неколико стотина кућа.
Бачко Петрово Село је већ 1590/1591. имало 9 домова. Као насеље у оквиру Војне границе 1707. имало је 30 граничара, а 1720. 49 домова. Од тада број становника стално расте до 20. века, када почиње да стагнира. Године 1900. Бачко Петрово Село има 9504 становника, 1921. 10.798, 1948. 10.224, а 1971. 9537, од чега 77,4% Мађара, 19,7% Срба и 2,9% припадника осталих народа и народности.
Аустријски кнез Лијхештајн је по завештању оставио српској школи у месту 315 ф. Тај новац је предат црквено-школској општини марта 1861. године на располагање. Од тог прилога створен је месни школски фонд. Катихета и школски управитељ био је тада поп Васа Ракић. Повод за дар школи је била грофова захвалност Србима у месту. Јер грофа су током аустријско-француског рата, код Беча Французи у једном моменту опколили. Али од заробљавања или погибије спасила су га осморица одважних Срба војника Петровоселчана.

## Културно — историјски споменици

### Српски православни храм
На највишој коти места, недалеко од старе обале реке Тисе, налази се православна црква — храм који је зидан у византијском стилу. Црква се помиње 1739. године. Садашњи храм је подигнут између 1774 — 1780. на месту старијег, који се у изворима спомиње још од почетка 17. века. Храм је посвећен је Преносу моштију светом Николи 9/22. мај, чија се слава сваке године одржава. Висока конструкција храма и олтарске преграде носи око шездесет икона академског сликара Теодора Илића Чешљара распоређених у неколико зона: низ престоних икона са представама у стаклу, и бочним и царским дверима, ред празничних и ред икона са фигурама апостола, као и крст са распећем уоквирен сценама Христовог страдања. Чешљар је умро у Бачком Петровом Селу 1793. године, а посао је окончао његов сарадник Димитрије Лазаревић. Током конзерваторских радова 1965/1966. године храм је очишћен од свих потоњих интервенција. Димензије храма су: дужина 35 метара, ширина 13 метара, висина 101,60 метара плус крст 25,40 метара.

#### Иконостас и зидне слике
Иконостас у храму има 57 икона, од којих су неке већег, а друге мањег формата. Дуборезац иконостаса је непознат а сликар је Теодор Илић Чешљар. Чешљарев рад је и живопис на своду над солејом. У угловима су приказана четири јеванђелиста: Матеј, Лука, Јован и Марко на облацима. Иконостас је један од најстаријих у Војводини и 1966. године овај споменик иконографије 18. века је стављен под заштиту државе.
У књизи Попис сликарских и вајарских дела у друштвеном попису и приватној својини на подручју Бачке, Друштва музејских радника Војводине — Секција историчара уметности, VI, Нови Сад 1986., наведени су подаци о иконостасу и зидним сликама српске православне цркве у Бачком Петровом селу:
- Иконе у соклу: Повратак сина Агриковог, Бекство у Египат, Христос и Самарјанка, Усекованије Јована Крститеља (није Чешљарев рад).
- Престоне иконе: Свети Никола (задњи премаз је Павла Симића, од оригинала мало остало), Богородица са Христом (на икони запис из 1808. — ктитор првог премаза).
- Двери:
- Иконе изнад двери:
- У средини:
- Празничне иконе:
- Распеће на врху иконостаса, са стране:
- Зидне слике:
- Покретне иконе и слике:

Потпис аутора налази се на икони Исиса Христа, а запис о ктитору на икони Јована Крститеља. Иконостас је три пута премазиван (1860. године први пут) — Жарко Петровић, Павле Чортановић, и Павле Симић, а 1966. године скинути су премази и иконостас је конзервиран и рестауриран, где је на рестаурацији и конзервирању учествовао академски сликар-конзерватор Душан Нонин.
Зидне слике на Савоту на своду над солејом је такође Чешљаров рад.

## Реке Тиса и Чик
Бачко Петрово је позиционирано на две реке. Налази се на десној обали Тисе, на којој и даље постоји скела која на "ручни погон" превози земљораднике у Банат. Река Чик, као десна притока, улива се у Тису управо код главног купалишта.

## Демографија
У насељу Бачко Петрово Село живи 5808 пунолетних становника, а просечна старост становништва износи 40,5 година (38,6 код мушкараца и 42,4 код жена). У насељу има 2877 домаћинстава, а просечан број чланова по домаћинству је 2,53.
Ово насеље је углавном насељено Мађарима (према попису из 2002. године), а у последња три пописа, примећен је пад у броју становника.
|  |

| Демографија | Демографија | Демографија |
| Година      | Становника  | Становника  |
| ----------- | ----------- | ----------- |
| 1948.       | 10.224      |             |
| 1953.       | 10.616      |             |
| 1961.       | 10.410      |             |
| 1971.       | 9.645       |             |
| 1981.       | 8.959       |             |
| 1991.       | 7.958       | 7.859       |
| 2002.       | 7.318       | 7.482       |
| 2011.       | 6.350       |             |

| Етнички састав према попису из 2002.‍ | Етнички састав према попису из 2002.‍ | Етнички састав према попису из 2002.‍ | Етнички састав према попису из 2002.‍ | Етнички састав према попису из 2002.‍ |
| ------------------------------------ | ------------------------------------ | ------------------------------------ | ------------------------------------ | ------------------------------------ |
|                                      |                                      |                                      |                                      |                                      |
| Мађари                               | Мађари                               |                                      | 5.175                                | 70,71%                               |
| Срби                                 | Срби                                 |                                      | 1.567                                | 21,41%                               |
| Роми                                 | Роми                                 |                                      | 243                                  | 3,32%                                |
| Југословени                          | Југословени                          |                                      | 80                                   | 1,09%                                |
| Хрвати                               | Хрвати                               |                                      | 30                                   | 0,40%                                |
| Словаци                              | Словаци                              |                                      | 7                                    | 0,09%                                |
| Албанци                              | Албанци                              |                                      | 5                                    | 0,06%                                |
| Немци                                | Немци                                |                                      | 4                                    | 0,05%                                |
| Словенци                             | Словенци                             |                                      | 3                                    | 0,04%                                |
| Црногорци                            | Црногорци                            |                                      | 2                                    | 0,02%                                |
| Русини                               | Русини                               |                                      | 2                                    | 0,02%                                |
| Муслимани                            | Муслимани                            |                                      | 1                                    | 0,01%                                |
| Буњевци                              | Буњевци                              |                                      | 1                                    | 0,01%                                |
| Бугари                               | Бугари                               |                                      | 1                                    | 0,01%                                |
| Бошњаци                              | Бошњаци                              |                                      | 1                                    | 0,01%                                |
| непознато                            | непознато                            |                                      | 69                                   | 0,94%                                |

| \| \| м \| \| \| ж \| \| ? \| 13 \| \| \| 16 \| \| 80+ \| 63 \| \| \| 123 \| \| 75—79 \| 83 \| \| \| 174 \| \| 70—74 \| 157 \| \| \| 207 \| \| 65—69 \| 206 \| \| \| 241 \| \| 60—64 \| 220 \| \| \| 257 \| \| 55—59 \| 201 \| \| \| 256 \| \| 50—54 \| 253 \| \| \| 214 \| \| 45—49 \| 284 \| \| \| 266 \| \| 40—44 \| 292 \| \| \| 257 \| \| 35—39 \| 274 \| \| \| 238 \| \| 30—34 \| 200 \| \| \| 202 \| \| 25—29 \| 243 \| \| \| 221 \| \| 20—24 \| 257 \| \| \| 203 \| \| 15—19 \| 264 \| \| \| 243 \| \| 10—14 \| 201 \| \| \| 213 \| \| 5—9 \| 215 \| \| \| 176 \| \| 0—4 \| 211 \| \| \| 174 \| \| Просек : \| 38,6 \| \| \| 42,4 \| |      |  |  |      |
| |      |  |  |      |
| | м    |  |  | ж    |
| ? | 13   |  |  | 16   |
| 80+ | 63   |  |  | 123  |
| 75—79 | 83   |  |  | 174  |
| 70—74 | 157  |  |  | 207  |
| 65—69 | 206  |  |  | 241  |
| 60—64 | 220  |  |  | 257  |
| 55—59 | 201  |  |  | 256  |
| 50—54 | 253  |  |  | 214  |
| 45—49 | 284  |  |  | 266  |
| 40—44 | 292  |  |  | 257  |
| 35—39 | 274  |  |  | 238  |
| 30—34 | 200  |  |  | 202  |
| 25—29 | 243  |  |  | 221  |
| 20—24 | 257  |  |  | 203  |
| 15—19 | 264  |  |  | 243  |
| 10—14 | 201  |  |  | 213  |
| 5—9 | 215  |  |  | 176  |
| 0—4 | 211  |  |  | 174  |
| Просек : | 38,6 |  |  | 42,4 |

| Година пописа     | 1948. | 1953. | 1961. | 1971. | 1981. | 1991. | 2002. |
| ----------------- | ----- | ----- | ----- | ----- | ----- | ----- | ----- |
| Број домаћинстава | 3.250 | 3.460 | 3.562 | 3.453 | 3.479 | 3.138 | 2.877 |

| Број чланова      | 1   | 2   | 3   | 4   | 5   | 6  | 7  | 8  | 9 | 10 и више | Просек |
| ----------------- | --- | --- | --- | --- | --- | -- | -- | -- | - | --------- | ------ |
| Број домаћинстава | 763 | 850 | 553 | 506 | 134 | 45 | 11 | 11 | 4 | 0         | 2,53   |

| Пол    | Укупно | Неожењен/Неудата | Ожењен/Удата | Удовац/Удовица | Разведен/Разведена | Непознато |
| ------ | ------ | ---------------- | ------------ | -------------- | ------------------ | --------- |
| Мушки  | 3.010  | 909              | 1.834        | 139            | 126                | 2         |
| Женски | 3.118  | 478              | 1.841        | 662            | 131                | 6         |
| УКУПНО | 6.128  | 1.387            | 3.675        | 801            | 257                | 8         |

| Пол    | Укупно                    | Пољопривреда, лов и шумарство | Рибарство                            | Вађење руде и камена | Прерађивачка индустрија       |
| ------ | ------------------------- | ----------------------------- | ------------------------------------ | -------------------- | ----------------------------- |
| Мушки  | 1.781                     | 1.052                         | 1                                    | 2                    | 366                           |
| Женски | 989                       | 614                           | 0                                    | 0                    | 115                           |
| Укупно | 2.770                     | 1.666                         | 1                                    | 2                    | 481                           |
|        |                           |                               |                                      |                      |                               |
| Пол    | Производња и снабдевање   | Грађевинарство                | Трговина                             | Хотели и ресторани   | Саобраћај, складиштење и везе |
| Мушки  | 10                        | 99                            | 87                                   | 11                   | 27                            |
| Женски | 1                         | 2                             | 81                                   | 13                   | 2                             |
| Укупно | 11                        | 101                           | 168                                  | 24                   | 29                            |
|        |                           |                               |                                      |                      |                               |
| Пол    | Финансијско посредовање   | Некретнине                    | Државна управа и одбрана             | Образовање           | Здравствени и социјални рад   |
| Мушки  | 7                         | 17                            | 22                                   | 13                   | 15                            |
| Женски | 4                         | 17                            | 11                                   | 49                   | 54                            |
| Укупно | 11                        | 34                            | 33                                   | 62                   | 69                            |
|        |                           |                               |                                      |                      |                               |
| Пол    | Остале услужне активности | Приватна домаћинства          | Екстериторијалне организације и тела | Непознато            | Непознато                     |
| Мушки  | 12                        | 2                             | 0                                    | 38                   | 38                            |
| Женски | 11                        | 3                             | 0                                    | 12                   | 12                            |
| Укупно | 23                        | 5                             | 0                                    | 50                   | 50                            |

## Познате личности
- Патријарх српски Викентије
- Теодор Илић Чешљар, сликар
- Благоје Бранчић, песник и преводилац
- Душан Нонин, сликар-конзерватор
- Исидор и Милица Гомбошев